# بال‌فنجانی چینی
بال‌فنجانی چینی (نام علمی: Pnoepyga mutica) نام یک گونه از سرده بال‌فنجانی‌ها است.